# Kinézis
A kinézis a taxishoz hasonlóan egy organizmus stimulusra adott válasza.
A különbség a kinézis és a taxis között: kinézisről beszélünk, ha a válaszaktivitás nem irányfüggő.
A taxisnál a reakció a stimulus irányától függ.

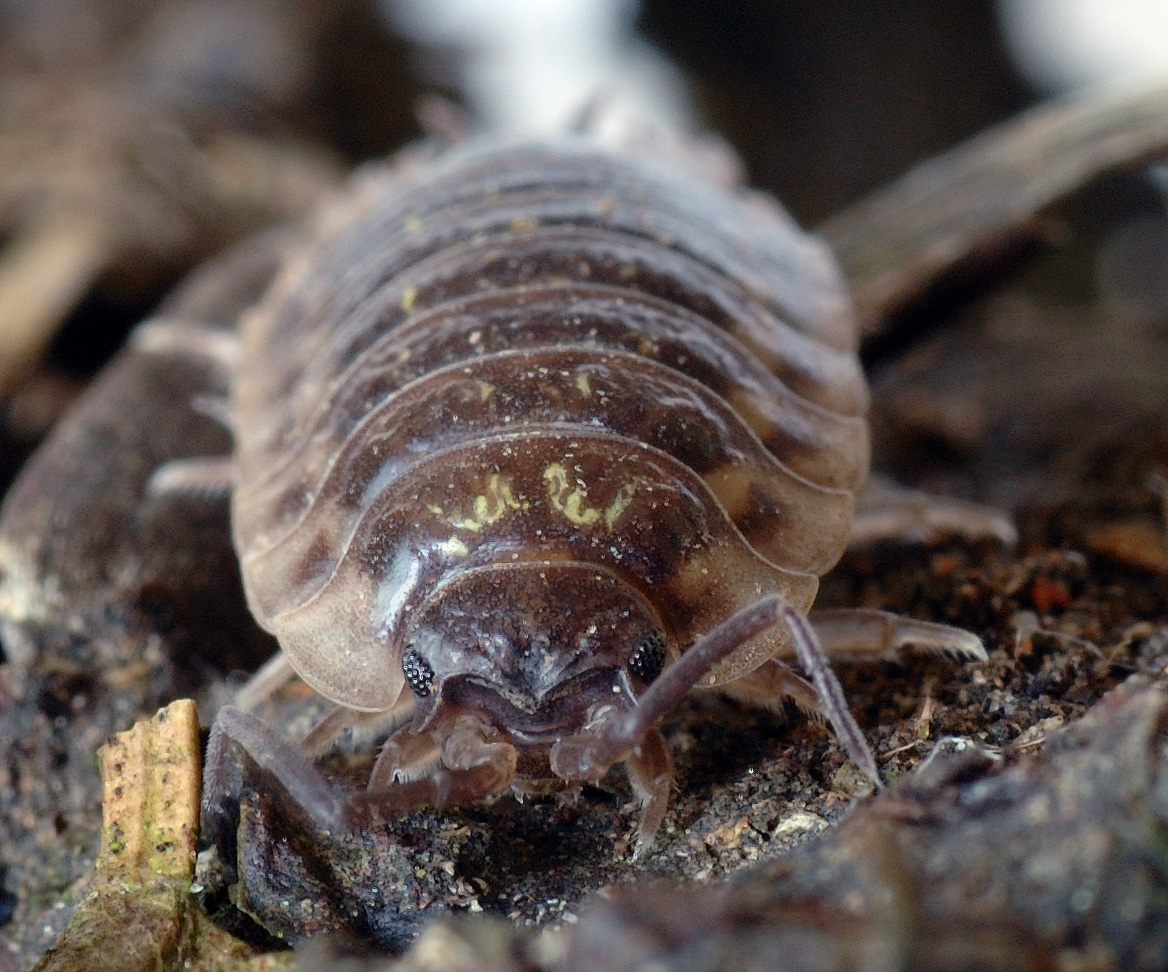
A fatetű csökkenti aktivitását, ha a páratartalom nő

## A kinézis fajtái

### Orthokinézis
Itt a mozgás sebessége függ a stimulus erősségétől.
Példa: a fatetű mozgása függ a hőmérséklettől. Amikor nő a páratartalom, akkor a tetű mozgása lassul, majd egy határnál mozdulatlan marad. (lásd ábra)

### Klinokinézis
Itt a forgás frekvenciája arányos a stimulus erősségével.
A kinéziseknél is hasonló előtagokat lehet használni, mint a taxisoknál.
A kinézis az organizmusok reakciója a stimulusra, de reakció nem irányult, erre példa a páratartalom mint stimulus.
Az állatok nem mozognak a stimulus felé, vagy attól elfele, de lassan vagy gyorsan mozognak attól függően, hogy mikor érik el a komfortállapotukat.
A gyors mozgás azt jelenti, hogy gyorsan keresik a komfortállapotot, míg a lassú mozgás azt jelenti, hogy nincsenek távol a számukra kellemes állapottól.